# Aneogmena fischeri
Aneogmena fischeri är en tvåvingeart som beskrevs av Brauer och Julius Edler von Bergenstamm 1891. Aneogmena fischeri ingår i släktet Aneogmena och familjen parasitflugor. Inga underarter finns listade i Catalogue of Life.